# Паромные переправы Исландии

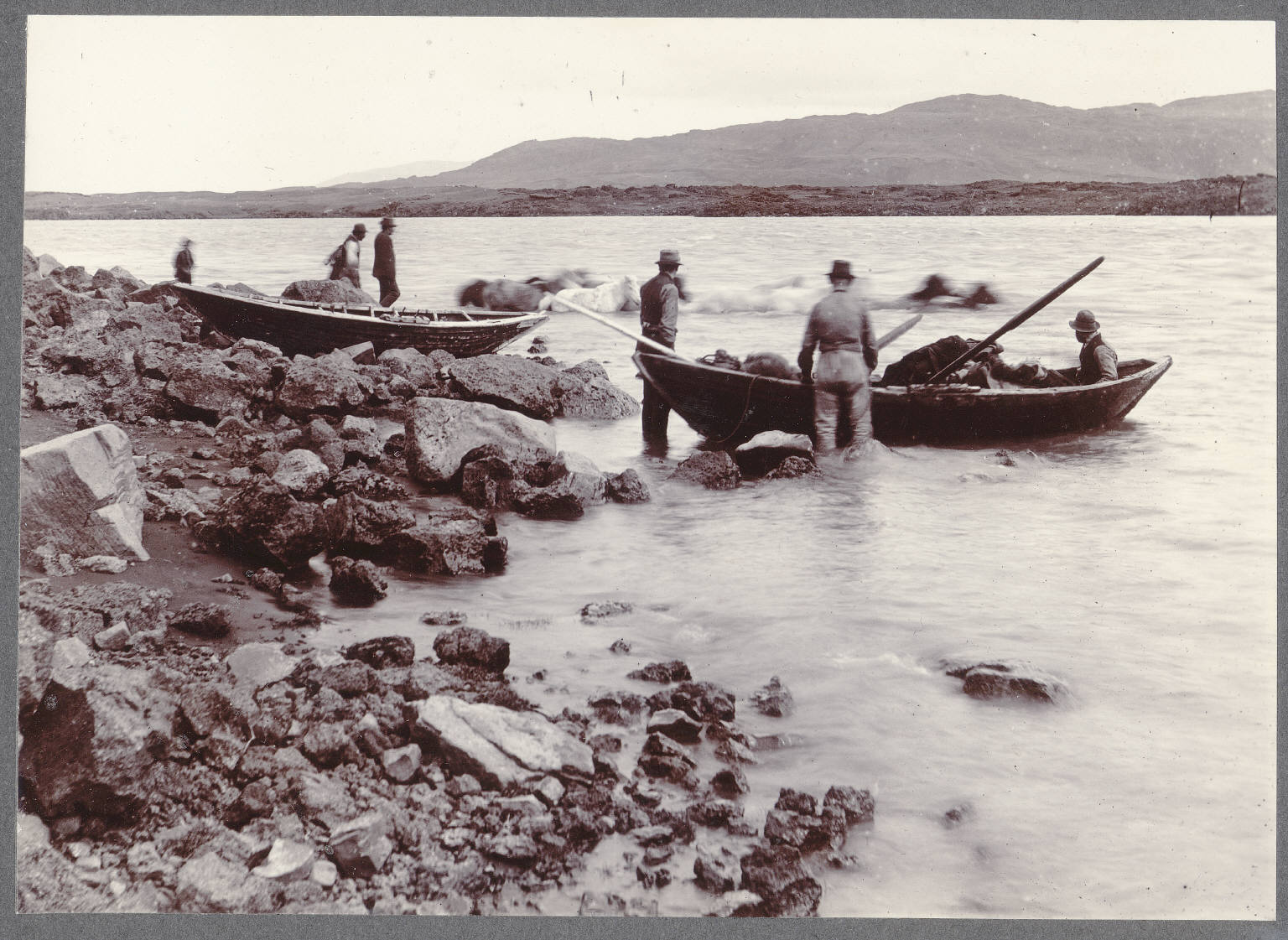
Паромная переправа через р. Тьоурсау возле Стоури-Нупюр, 1990 год

Паромные переправы Исландии — паромные переправы на острове Исландия, предназначенные для транспортировки грузов, пассажиров и транспортных средств через морские проливы и фьорды, а также для сообщения с острова с Европой. Почти все паромные переправы обслуживаются Исландской дорожной и береговой администрацией (кроме международной паромной переправы в Данию) и остаются очень востребованным видом транспорта в условиях Исландии. Работают переправы круглогодично, кроме паромной переправы Нескёйпстадюр—Мьоуифьордюр, открытой только зимой с начала октября до конца мая. 
Государственный бюджет на эксплуатацию дорожной системы ежегодно выделяет средства на эксплуатацию и расширение паромного сообщения через проливы и фьорды в тех местах, где они могут заменить или дублировать нарушающееся из-за погодных условий в зимние месяцы дорожное сообщение.

## История
Впервые паромная переправа в Исландии упоминается в Сагах о епископах (исл. Biskupasögur), рассказывающих об исландской церкви и её иерархах в период от 1000 до 1340 года. В записях начала XIII века упоминается о об исключительном праве селения Кальдадарнес осуществлять переправу через реку Эльвюсау с помощью двух паромов. Один из паромов находился в самом Кальдадарнесе напротив соседнего Арднарбайли (исл. Arnarbæli), а другой паром, расположенный выше по течению, был между Котферьей (исл. Kotferja) и Киркьюферьей (исл. Kirkjuferja). В 1518 году возле Кальдадарнеса произошла трагедия, когда паром с 40-50 людьми затонул посреди реки и все погибли, включая преподобного Бёдвара Йонссона (исл. Böðvar Jónsson) из Гардара в Аульфтанесе и его дочь, труп которой рыбаки нашли потом далеко в море.

## Паромные переправы
Всего в Исландии функционируют пять внутренних и одна международная паромная переправа.
| Сейдисфьордюр—Торсхавн—Хиртсхальс — международная морская автомобильная грузопассажирская паромная переправа между Исландией (город Сейдисфьордюр на востоке Исландии в 662 км от Рейкьявика), Фарерами (столица островов Торсхавн) и Данией (портовый город Хиртсхальс на севере Дании). Переправа обслуживается паромом Norröna фарерской судоходной компании Smyril Line. Расстояние между этими портами - 1574 километров. Паром ходит дважды в неделю летом, и один раз в неделю в зимний сезон. Время в пути между Сейдисфьордюр и Хиртсхальс чуть меньше двух суток без захода в Торсхавн или около 3 суток с заходом в Торсхавн. Когда на Фарерских островах плохая погода, Norröna может пришвартоваться в резервных портах Клаксвик или Рунавик вместо Торсхавна. Паром за раз перевозит около 800 легковых автомобилей и 1482 пассажира. |
| Вестманнаэйяр—Ландейяхёбн — морская автомобильная грузопассажирская паромная переправа между архипелагом Вестманнаэйяр (порт города Вестманнаэйяр на острове Хеймаей) и Исландией (порт Ландейяхёбн на юге Исландии к западу от устья Маркарфльоут в 130 км от Рейкьявика). Переправа работает с 1959 года и обслуживается паромом Herjólfur принадлежащим старейшей и крупнейшей исландской транспортной компании Eimskip. Расстояние между портами около 15 километров. Паром ходит 8 раз в день летом, и 6 раз в день в зимний сезон. Паром за раз перевозит около 60 легковых автомобилей и до 388 пассажиров. Время в пути между Ландейяхёбн и Вестманнаэйяр около получаса. Когда в порту Ландейяхёбн стоит плохая погода или перекрыты дороги по южному берегу Исландии, то Herjólfur идёт в порт Торлауксхёбн. В таком случае периодичность рейсов сокращается до 2 раз в день, а время в пути увеличивается до 3 часов.                                                               |
| Стиккисхоульмюр—Флатей—Брьяунслайкюр — морская автомобильная грузопассажирская паромная переправа в Брейда-фьорде между полуостровом Снайфедльснес (порт города Стиккисхоульмюр в 172 км от Рейкьявика), островом Флатей и Западными Фьордами (порт Брьяунслайкюр на юге региона Вестфирдир, в 337 км от Рейкьявика). Паромная переправа является единственным средством доступа на остров Флатей, а в зимнее время в плохую погоду, когда бывают перекрыты дороги, обеспечивает транспортную доступность региона Вестфирдир. Переправа работает с 1924 года и обслуживается паромом Baldur принадлежащим старейшей и крупнейшей исландской транспортной компании Eimskip. Расстояние между портами около 58 километров. Паром ходит ежедневно один раз в день с остановкой во Флатей (в зимний сезон по субботам рейсы не осуществляются) и перевозит за раз около 49 легковых автомобилей и 280 пассажиров. Время в пути между Стиккисхоульмюр и Брьяунслайкюр около двух с половиной часов. |
| Аурскоугссандюр—Хрисей — морская грузопассажирская паромная переправа в Эйя-фьорде между островом Хрисей и небольшим селением Аурскоугссандюр расположенным примерно в 30 км от Акюрейри на севере Исландии. Переправа работает с 1943 года и обслуживается паромом Sævar принадлежащим государству. Расстояние между портами около 5 километров, время в пути — около 15 минут. Паром ходит ежедневно 9 раз в день и за раз перевозит до 40 пассажиров (способен брать на борт 1-2 легковых автомобиля и несколько крупных сельскохозяйственных животных). |
| Дальвик—Хрисей—Гримсей — морская грузопассажирская паромная переправа в Эйя-фьорде между городом Дальвик (расположен в 45 км от Акюрейри) и островами Хрисей и Гримсей (расположен примерно в 30 км от Акюрейри на севере Исландии. Переправа работает с 1979 года и обслуживается паромом Sæfari принадлежащим исландской транспортной компании Samskip. Расстояние между портами Дальвик и Гримсей около 69 километров. Паром ходит 5 раз в неделю летом (все дни кроме субботы) и 3-4 раз в неделю в зимний сезон. До острова Хрисей паром заходит два раза в неделю по пути в Гримсей. Паром за раз перевозит до 4 легковых автомобилей и около 108 пассажиров. Время в пути между Дальвиком и Гримсей около 3 часов, с заходом на Хрисей — 3,5 часа. |
| Нескёйпстадюр—Мьоуифьордюр — морская грузопассажирская паромная переправа в заливе Нордфьярдарфлоуи (Эйстфирдир) между городом Нескёйпстадюр и селением Мьоуифьордюр. Переправа работает с 1978 года и ныне обслуживается небольшим судном Björgvin принадлежащим местному муниципалитету (общине). Расстояние между портом Нескёйпстадюр и причалом Мьоуифьордюр около 10 километров, время в пути около 20 минут. Паром ходит два раз в неделю только в зимний сезон (1 октября по 31 мая), когда из-за неблагоприятных погодных условий закрывается дорога Мьоуафьярдарвегюр 953. Паром за раз перевозит до 20 пассажиров и небольшие грузы. |

## Прочие паромы

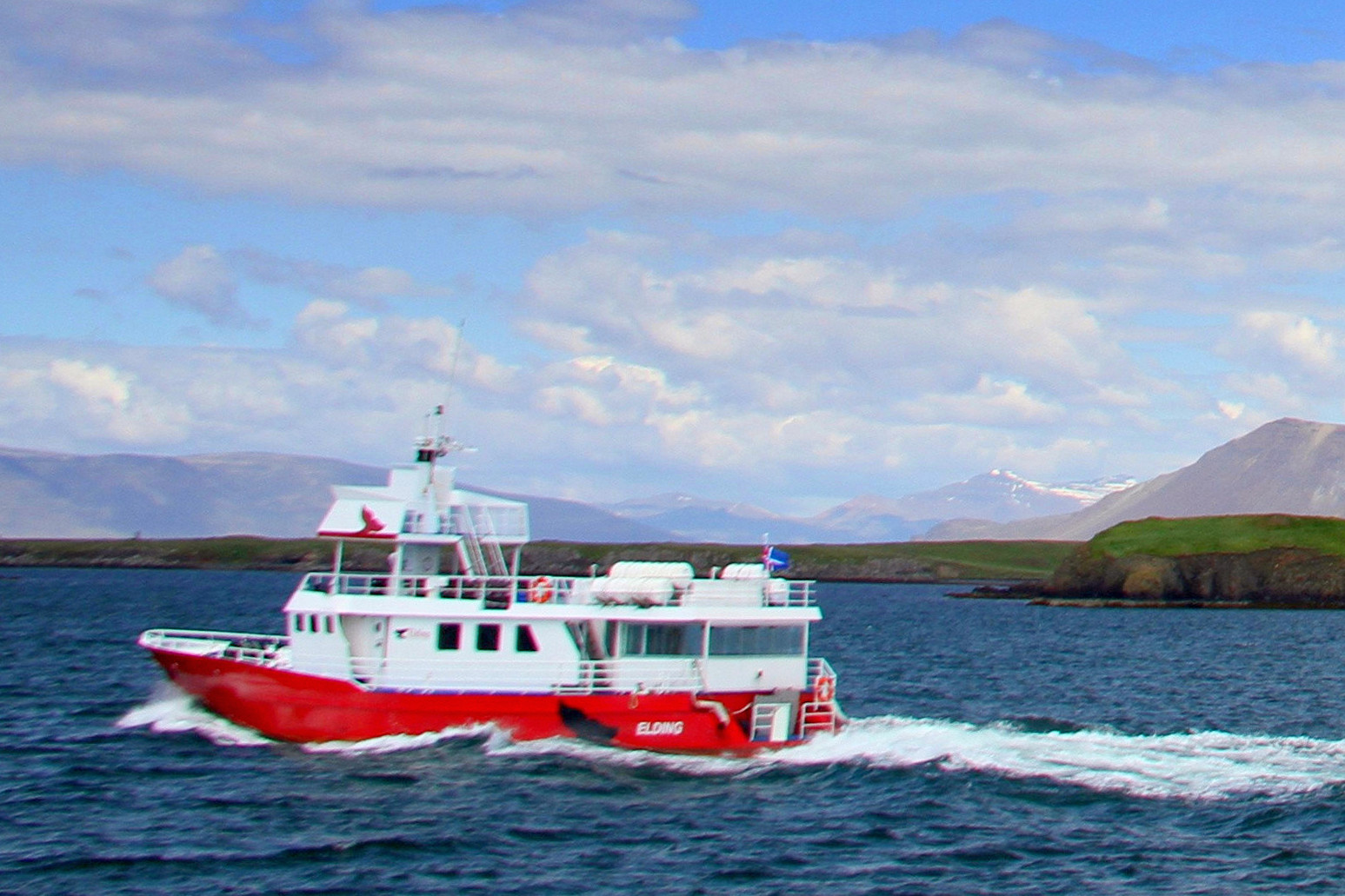
Паром Elding

В Рейкьявике существует регулярное пассажирское паромное сообщение с расположенным неподалёку островом Видей. Маршрут через пролив Видейярсюнд обслуживается небольшим судном Elding принадлежащим одноименной туристической компании. Паром отправляется от пристани Скарфабакки ежедневно (8 рейсов в день) летом и зимой только по выходным (3 рейса в день). Время в пути около 5-10 минут. За раз судно берет на борт до 15 пассажиров. Автобус по маршруту №16 идёт прямо от площади Хлеммюр до пристани Скарфабакки.